# To Tulsa and Back
To Tulsa and Back je třinácté studiové album amerického hudebníka JJ Calea. Vydala jej v červnu 2004 společnost Blue Note Records a jeho producenty byli Mike Test a David Teegarden. Nahráno bylo ve studiu Natura Digital Studio v Tulse během června 2003. Jde o jeho první řadové album od roku 1996, kdy vyšla nahrávka Guitar Man.

## Seznam skladeb
Autorem všech skladeb je JJ Cale.
| Pořadí | Název          | Délka |
| ------ | -------------- | ----- |
| 1.     | My Gal         | 4:23  |
| 2.     | Chains of Love | 3:37  |
| 3.     | New Lover      | 3:12  |
| 4.     | One Step       | 3:20  |
| 5.     | Stone River    | 3:42  |
| 6.     | The Problem    | 4:31  |
| 7.     | Homeless       | 3:25  |
| 8.     | Fancy Dancer   | 4:50  |
| 9.     | Rio            | 3:46  |
| 10.    | These Blues    | 3:49  |
| 11.    | Motormouth     | 3:17  |
| 12.    | Blues for Mama | 4:07  |
| 13.    | Another Song   | 3:24  |

## Obsazení
- JJ Cale – zpěv, kytara, syntezátor, banjo, další nástroje
- Shelby Eicher – housle, mandolína
- Christine Lakeland – kytara
- Don White – kytara
- Bill Raffensperger – baskytara
- Gary Gilmore – baskytara
- Walt Richmond – klávesy
- Rocky Frisco – klávesy
- Jim Karstein – bicí
- Jimmy Markham – harmonika